# Fülane Hatun
Fülane Hatun, född 1496, död 1550, var en gemål (slavkonkubin) till den osmanska sultanen Süleyman I. 
Hon uppges ha varit från Smyrna. Hon föll offer för slavhandeln och hamnade i det kejserliga osmanska haremet, där hon blev konkubin till sultanen 1510. Hon blev mor till ett barn med sultanen. Hon uppges ha varit hans favorit tills han köpte Mahidevran Hatun 1514.